# Thomas Mermillod Blondin
Thomas Mermillod Blondin (Annecy, 3 januari 1984) is een Franse alpineskiër.

## Carrière
Mermillod Blondin maakte zijn wereldbekerdebuut in januari 2007 tijdens de reuzenslalom in Adelboden. Zijn eerste wereldbekerpodium behaalde hij op 26 februari 2011 met een derde plaats op de supercombinatie in Bansko.
Op de wereldkampioenschappen alpineskiën 2009 in Val d'Isère eindigde de Fransman als zesde op de supercombinatie. In 2010 nam Mermillod Blondin een eerste keer deel aan de Olympische winterspelen. Hij eindigde 19e op de supercombinatie en 21e op de slalom. Tijdens het wereldbekerseizoen 2012/2013 eindigde hij derde in het eindklassement van de supercombinatie. 
In 2014 nam Mermillod een tweede keer deel aan de Olympische winterspelen, waar hij 15e eindigde op de Super G. Later dat jaar eindigde hij opnieuw derde in het eindklassement in de wereldbeker supercombinatie. 

## Resultaten

### Wereldkampioenschappen
| Jaar | Plaats            | Resultaten                       |
| ---- | ----------------- | -------------------------------- |
| 2009 | Val d'Isère       | 6e Supercombinatie               |
| 2013 | Schladming        | 21e Super G DSQ2 Supercombinatie |
| 2015 | Vail/Beaver Creek | 9e Combinatie                    |
| 2019 | Åre               | 32e Combinatie                   |

### Olympische Spelen
| Jaar | Plaats      | Resultaten                                       |
| ---- | ----------- | ------------------------------------------------ |
| 2010 | Vancouver   | 19e Supercombinatie 21e Slalom DNF1 Reuzenslalom |
| 2014 | Sotsji      | 15e Super G DNF2 Supercombinatie                 |
| 2018 | Pyeongchang | 6e Combinatie                                    |

### Wereldbeker
Eindklasseringen
| Seizoen   | Algm | AD  | SL  | RS  | SG  | SC     |
| --------- | ---- | --- | --- | --- | --- | ------ |
| 2007/2008 | 113e | -   | 60e | 43e | -   | -      |
| 2008/2009 | 86e  | -   | 37e | 43e | -   | 28e    |
| 2009/2010 | 69e  | -   | 44e | 25e | -   | 29e    |
| 2010/2011 | 61e  | -   | 44e | 34e | -   | 11e    |
| 2011/2012 | 60e  | -   | 39e | 39e | 62e | 11e    |
| 2012/2013 | 31e  | -   | 38e | 32e | 22e | Brons  |
| 2013/2014 | 28e  | -   | -   | 30e | 8e  | Brons  |
| 2014/2015 | 78e  | -   | -   | -   | 31e | 17e    |
| 2015/2016 | 40e  | 50e | 48e | -   | 29e | Zilver |
| 2017/2018 | 118e | -   | -   | -   | -   | 24e    |
| 2018/2019 | 120e | -   | -   | -   | -   | 24e    |